# Solakzade Mehmet Hemdemi Efendi
Solakzade Mehmet Hemdemi Efendi (Çelebi) (1590 - Istanbul, 1657 o 1658) fou un compositor i historiador turc. Era un músic de talent i va deixar catorze composicions. És conegut principalment per la seva història sobre l'Imperi Otomà fins al regnat de Baiazet I, titulada Tarikh-i Solakzade, publicada a Istanbul el 1854 i 1881. L'obra, en prosa cursiva, recull el relat segons altres fonts anteriors especialment el Tadj al-Tawarikh de Khodja Sad al-Din.